# Palmyriwka
Palmyriwka (ukrainisch Пальмирівка; russisch Пальмировка Palmirowka) ist ein Dorf im Westen der ukrainischen Oblast Dnipropetrowsk mit 428 Einwohnern (2012).

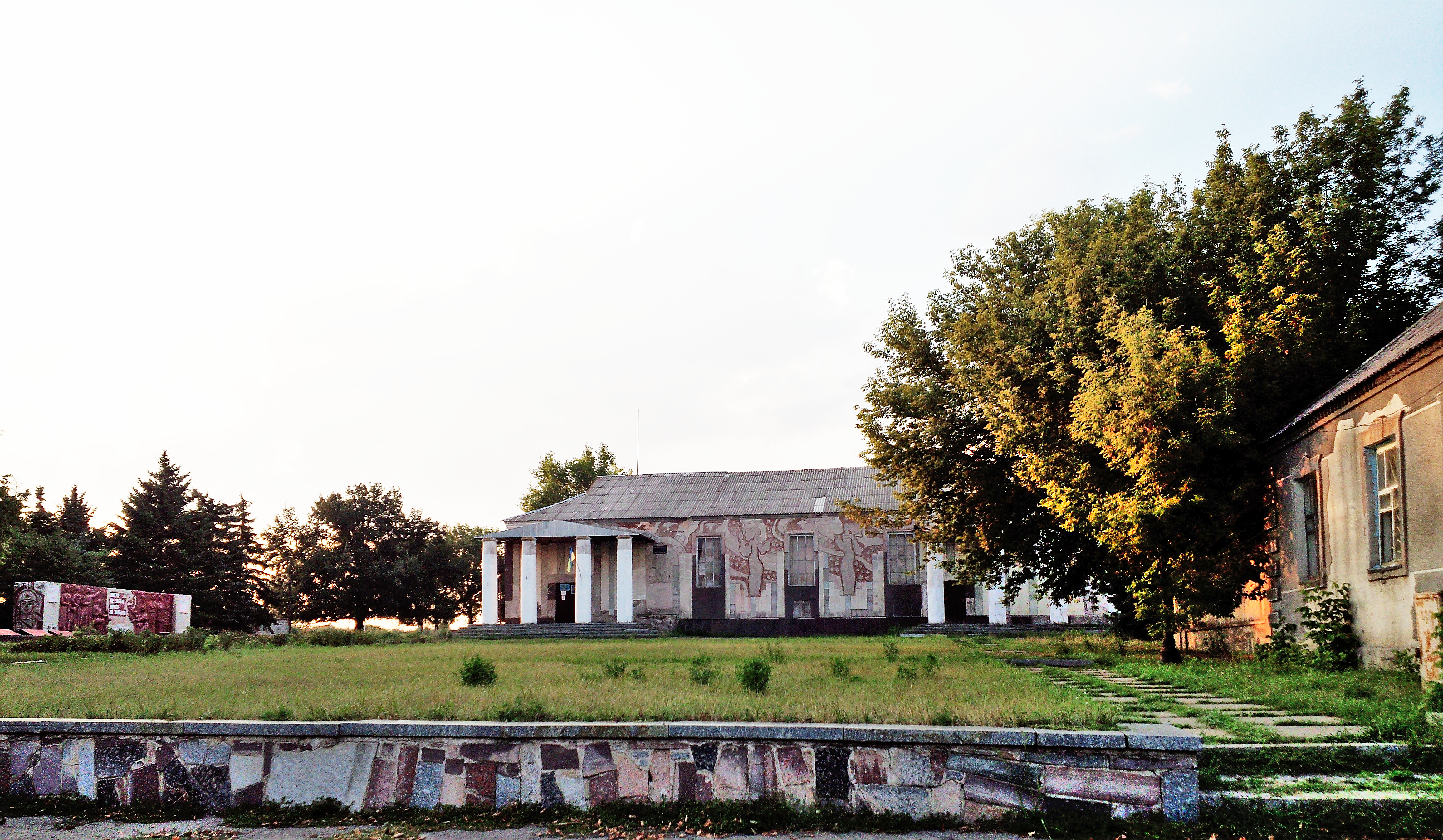
Kulturhaus im Ort

## Geschichte
Die Gründung des Dorfes wird gegen Ende des 18. Jahrhunderts vermutet. Die erste schriftliche Erwähnung des Dorfes stammt von 1859. Vom 13. August 1941 bis Oktober 1943 war das Dorf von Truppen der Wehrmacht besetzt.

## Geographie
Die Ortschaft liegt am Oberlauf des Losowatka, ein Nebenfluss der Saksahan, und grenzt im Norden an den zur Oblast Kirowohrad gehörigen Rajon Oleksandrija. Die nächstgelegenen Städte sind das ehemalige Rajonzentrum Pjatychatky 14 km südlich und Schowti Wody 29 km südwestlich von Palmyriwka.
Am 12. Juni 2020 wurde das Dorf ein Teil der neugegründeten Stadtgemeinde Pjatychatky, bis dahin bildete es zusammen mit den Dörfern Dmytriwka (ukrainisch Дмитрівка), Krasnyj Luh (ukrainisch Красний Луг), Nowosalissja (ukrainisch Новозалісся), Nowowassyliwka (ukrainisch Нововасилівка), Rowenky (Ровеньки), Schowtooleksandriwka (ukrainisch Жовтоолександрівка), Trudoljubiwka (ukrainisch Трудолюбівка) und Wesselyj Podil (ukrainisch Веселий Поділ) die gleichnamige Landratsgemeinde Palmyriwka (Пальмирівська сільська рада/Palmyriwska silska rada) im Westen des Rajons Pjatychatky.
Am 17. Juli 2020 kam es im Zuge einer großen Rajonsreform zum Anschluss des Rajonsgebietes an den Rajon Kamjanske.

## Bevölkerungsentwicklung
| 1859 | 1915 | 2001 | 2008 | 2009 | 2010 | 2011 | 2012 |
| ---- | ---- | ---- | ---- | ---- | ---- | ---- | ---- |
| 427  | 775  | 514  | 434  | 442  | 413  | 433  | 428  |